# Ismail Merchant
Ismail Merchant, ursprungligen Ismail Noormohamed Abdul Rehman, född 25 december 1936 i Bombay, Maharashtra, död 25 maj 2005 i London, var en indisk-brittisk filmproducent, regissör och manusförfattare. 
Merchant blev framförallt känd genom sitt samarbete med regissören James Ivory, som också var hans partner privat. Merchant Ivory Productions skapade en rad uppmärksammade filmer på 1980- och 1990-talen, flera av dem baserade på klassiska engelskspråkiga romaner, som exempelvis Européerna och En kvinnas röst (efter Henry James romaner), samt Ett rum med utsikt och Howards End (efter E.M. Forsters romaner). Som manusförfattare kom Ruth Prawer Jhabvala att utgöra den tredje skaparkraften bakom Merchant Ivory Productions filmer.

## Filmografi i urval
- 1979 – Européerna
- 1984 – En kvinnas röst
- 1985 – Ett rum med utsikt
- 1987 – Maurice
- 1992 – Howards End
- 1993 – Återstoden av dagen